# Norman Mapeza
Norman Takanyariwa Mapeza, född 12 april 1972, är en före detta fotbollsspelare samt tränare från Zimbabwe. Under sin aktiva karriär spelade han som försvarare eller mittfältare.
Mapeza har spelat för flera turkiska klubbar, bland andra Galatasaray, Altay, Denizlispor och Malatyaspor. Norman Mapeza blev den dittills andre spelaren från Zimbabwe att delta i Champions League när han spelade för Galatasaray säsongen 1994/95. Efter spelarkarriären har han i omgångar ansvarat för Zimbabwes landslag. Under 2012 blev han dock avstängd efter misstankar om uppgjorda matcher.